# Hẻm núi sông Vistula
Hẻm núi sông Vistula ở Lesser Poland (tiếng Ba Lan: Małopolski Przełom Wisły) là một khu vực địa lý nằm ở trung tâm miền Đông của Ba Lan, mà thuộc về hành chính của ba voivodeships Ba Lan - lần lượt là Lublin, Masovian, và Świętokrzyskie. Hẻm núi phần lớn được tạo ra bởi thung lũng Vistula, với hai vùng cao Ba Lan ở hai bên bờ sông - Lesser Ba Lan (hoặc Małopolska) ở phía tây và Vùng đất Lublin ở phía đông. Hẻm núi dài khoảng 70 km, kéo dài từ thị trấn Zawichost ở phía nam, đến Puławy ở phía bắc. Nó hẹp đáng kể, chỉ rộng đến 3 km. Ở một số nơi, bờ thung lũng Vistula rất dốc, cao tới 70 mét so với mực nước.
Vùng này bao gồm một vùng đất nông nghiệp đông dân, với hai thị trấn chính; thị trấn Kazimierz Dolny lịch sử và thị trấn Annopol. Các thị trấn khác lần lượt là Józefów, Bochotnica, Janowiec và Wilków. Hẻm núi là một trong một số khu vực được bảo vệ được chỉ định trong lãnh thổ Natura 2000 của mạng lưới sinh thái của Liên minh Châu Âu quanh sông Vistula và Pilica (trong tổng số khoảng 500 địa điểm Natura 2000 ở Ba Lan). Chúng được liệt kê là - Natura 2000 PLB 14000 và Natura 2000 PLH 060045.